# جفری پلانتاژنه، کنت آنژو
جِفری پلانتاژنه، کُنت آنژو (فرانسوی: le Bel‎; ۲۴ اوت ۱۱۱۳ – ۷ سپتامبر ۱۱۵۱) مشهور به خوش‌سیما؛ کنت آنژو، تورین، و مین از ۱۱۲۹ و پس از آن دوک نورماندی پس از فتح آن از سال ۱۱۴۴ میلادی بود، جفری پلانتاژنه با امپراتریس ماتیلدا، دختر و وارث هنری یکم، پادشاه انگلستان ازدواج کرد. هِنری کورمانتل حاصل این ازدواج بود که بعدها با عنوان شاه هنری دوم به تاج و تخت انگلستان رسید و خاندان پلانتاژنه را بنیان نهاد که نام این خاندان، منتسب و برگرفته از جِفری پلانتاژنه بود.
جِفری فرزند فولک اورشلیم و ارمن‌گارد، کنتس مین بود. جان مورموتیر در وقایع‌نگاری خود از جِفری پلانتاژنه با عنوان فردی خوش‌سیما، سرخ مو، شوخ‌طبع و جنگجویی بزرگ یاد کرده است.